# ブルーノ・ソアレス
ブルーノ・フラーガ・ソアレス（Bruno Fraga Soares, 1982年2月27日 - ）は、ブラジル・ベロオリゾンテ出身の男子プロテニス選手。ダブルスのスペシャリストとして活動しており、2012年全米オープン混合ダブルス、2014年全米オープン混合ダブルス、2016年全豪オープン男子ダブルス、2016年全米オープン男子ダブルス優勝者。これまでにATPツアーでダブルス20勝を挙げる。自己最高ランキングはシングルス221位、ダブルス3位。右利き両手打ち、身長180cmである。

## グランドスラム決勝進出結果

### 男子ダブルス: 1 (1–1)
| 結果   | 年   | 大会         | サーフェス | パートナー           | 相手l                                                   | スコア        |
| 準優勝 | 2013 | 全米オープン | ハード     | アレクサンダー・ペヤ | リーンダー・パエス ラデク・ステパネク                   | 1–6, 3–6      |
| 優勝   | 2016 | 全豪オープン | ハード     | ジェイミー・マレー   | ダニエル・ネスター ラデク・ステパネク                   | 2–6, 6–4, 7–5 |
| 優勝   | 2016 | 全米オープン | ハード     | ジェイミー・マレー   | パブロ・カレーニョ・ブスタ ギリェルモ・ガルシア＝ロペス | 1–6, 3–6      |

### 混合ダブルス: 4 (3–1)
| 結果   | 年   | 大会                 | サーフェス | パートナー             | 相手l                                           | スコア                  |
| 優勝   | 2012 | 全米オープン         | ハード     | エカテリーナ・マカロワ | クベタ・ペシュケ マルチン・マトコフスキ         | 6–7(8–10), 6–1, [12–10] |
| 準優勝 | 2013 | ウィンブルドン選手権 | 芝         | リーゼル・フーバー     | クリスティナ・ムラデノビッチ ダニエル・ネスター | 7–5, 2–6, 6–8           |
| 優勝   | 2014 | 全米オープン         | ハード     | サニア・ミルザ         | アビゲイル・スピアーズ サンティアゴ・ゴンサレス | 6–1, 2–6, [11–9]        |
| 優勝   | 2016 | 全豪オープン         | ハード     | エレーナ・ベスニナ     | ココ・バンダウェイ ホリア・テカウ               | 6-4, 4-6, [10-5]        |

## ATPツアー決勝進出結果

### ダブルス: 43回 (22勝21敗)
| 結果   | No. | 決勝日         | 大会                 | サーフェス    | パートナー                 | 対戦相手                                              | スコア                  |
| ------ | --- | -------------- | -------------------- | ------------- | -------------------------- | ----------------------------------------------------- | ----------------------- |
| 優勝   | 1.  | 2008年6月16日  | ノッティンガム       | 芝            | ケビン・ウリエット         | ジェイミー・マレー ジェフ・クッツェー                 | 6–2, 7–6(5)             |
| 準優勝 | 1.  | 2008年8月17日  | ワシントンD.C.       | ハード        | ケビン・ウリエット         | ロベルト・リンドステット マルク・ジケル               | 6–7(6), 3–6             |
| 準優勝 | 2.  | 2009年8月29日  | ニューヘイブン       | ハード        | ケビン・ウリエット         | ユルゲン・メルツァー ユリアン・ノール                 | 4–6, 6–7(3)             |
| 優勝   | 2.  | 2009年10月25日 | ストックホルム       | ハード (室内) | ケビン・ウリエット         | シーモン・アスペリン ポール・ハンリー                 | 6–4, 7–6(4)             |
| 準優勝 | 3.  | 2010年1月16日  | オークランド         | ハード        | マルセロ・メロ             | マーカス・ダニエル ホリア・テカウ                     | 5–7, 4–6                |
| 優勝   | 3.  | 2010年5月22日  | ニース               | クレー        | マルセロ・メロ             | ロハン・ボパンナ アイサム＝ウル＝ハク・クレシ         | 1–6, 6–3, [10–5]        |
| 準優勝 | 4.  | 2010年8月1日   | グシュタード         | クレー        | マルセロ・メロ             | ヨハン・ブルンストロム ヤルコ・ニエミネン             | 3–6, 7–6(7–4), [9–11]   |
| 準優勝 | 5.  | 2010年9月26日  | メス                 | ハード (室内) | マルセロ・メロ             | ダスティン・ブラウン ロヒール・ワッセン               | 3–6, 3–6                |
| 優勝   | 4.  | 2011年2月5日   | サンティアゴ         | クレー        | マルセロ・メロ             | ルカシュ・クボット オリバー・マラチ                   | 6–3, 7–6(7–3)           |
| 優勝   | 5.  | 2011年2月12日  | コスタ・ド・サイペ   | クレー        | マルセロ・メロ             | パブロ・アンドゥハル ダニエル・ヒメノ＝トラベル       | 7–6(7–4), 6–3           |
| 準優勝 | 6.  | 2011年2月26日  | アカプルコ           | クレー        | マルセロ・メロ             | ビクトル・ハネスク ホリア・テカウ                     | 1–6, 3–6                |
| 準優勝 | 7.  | 2011年4月17日  | モンテカルロ         | クレー        | フアン・イグナシオ・チェラ | ボブ・ブライアン マイク・ブライアン                   | 3–6, 2–6                |
| 準優勝 | 8.  | 2011年10月23日 | ストックホルム       | ハード (室内) | マルセロ・メロ             | ロハン・ボパンナ アイサム＝ウル＝ハク・クレシ         | 1–6, 3–6                |
| 優勝   | 6.  | 2012年2月19日  | サンパウロ           | クレー        | エリック・ブトラック       | ミハル・メルティナク アンドレ・サ                     | 6–3, 4–6, [8–10]        |
| 準優勝 | 9.  | 2012年7月15日  | ボースタード         | クレー        | アレクサンダー・ペヤ       | ロベルト・リンドステット ホリア・テカウ               | 3–6, 6–7(5)             |
| 優勝   | 7.  | 2012年9月30日  | クアラルンプール     | ハード (室内) | アレクサンダー・ペヤ       | コリン・フレミング ロス・ハチェンス                   | 6–2, 6–4                |
| 優勝   | 8.  | 2012年10月7日  | 東京                 | ハード        | アレクサンダー・ペヤ       | ラデク・ステパネク リーンダー・パエス                 | 6–3, 7–6(5)             |
| 優勝   | 9.  | 2012年10月21日 | ストックホルム       | ハード (室内) | マルセロ・メロ             | ロベルト・リンドステット ネナド・ジモニッチ           | 6–7(4–7), 7–5, [10–6]   |
| 優勝   | 10. | 2012年10月28日 | バレンシア           | ハード (室内) | アレクサンダー・ペヤ       | フェルナンド・ベルダスコ ダビド・マレーロ             | 6-3, 6-2                |
| 優勝   | 11. | 2013年1月12日  | オークランド         | ハード        | コリン・フレミング         | ヨハン・ブルンストロム フレデリク・ニールセン         | 7–6(1), 7–6(2)          |
| 優勝   | 12. | 2013年3月2日   | サンパウロ           | クレー        | アレクサンダー・ペヤ       | フランティシェク・チェルマク ミハル・メルティナク     | 6–7(5), 6–2, [10–7]     |
| 優勝   | 13. | 2013年4月28日  | バルセロナ           | クレー        | アレクサンダー・ペヤ       | ロベルト・リンドステット ダニエル・ネスター           | 5-7, 7-6(7), [10-4]     |
| 準優勝 | 10. | 2013年5月12日  | マドリード           | クレー        | アレクサンダー・ペヤ       | ボブ・ブライアン マイク・ブライアン                   | 2–6, 3–6                |
| 準優勝 | 11. | 2013年6月16日  | ロンドン             | 芝            | アレクサンダー・ペヤ       | ボブ・ブライアン マイク・ブライアン                   | 6–4, 5–7 [3–10]         |
| 優勝   | 14. | 2013年6月21日  | イーストボーン       | 芝            | アレクサンダー・ペヤ       | コリン・フレミング ジョナサン・マレー                 | 3–6, 6–3, [10–8]        |
| 準優勝 | 12. | 2013年7月21日  | ハンブルク           | クレー        | アレクサンダー・ペヤ       | マルチン・マトコフスキ マリウシュ・フィルステンベルク | 6–3, 1–6, [8–10]        |
| 優勝   | 15. | 2013年8月11日  | モントリオール       | ハード        | アレクサンダー・ペヤ       | アンディ・マレー コリン・フレミング                   | 6–4, 7–6(4)             |
| 準優勝 | 13. | 2013年9月8日   | 全米オープン         | ハード        | アレクサンダー・ペヤ       | ラデク・ステパネク リーンダー・パエス                 | 1–6, 3–6                |
| 優勝   | 16. | 2013年10月27日 | バレンシア           | ハード (室内) | アレクサンダー・ペヤ       | ボブ・ブライアン マイク・ブライアン                   | 7–6(8), 6–7(8), [13–11] |
| 準優勝 | 14. | 2013年11月3日  | パリ                 | ハード (室内) | アレクサンダー・ペヤ       | ボブ・ブライアン マイク・ブライアン                   | 3–6, 3–6                |
| 準優勝 | 15. | 2014年1月3日   | ドーハ               | ハード        | アレクサンダー・ペヤ       | トマーシュ・ベルディハ ヤン・ハジェク                 | 2-6, 4-6                |
| 準優勝 | 16. | 2014年1月11日  | オークランド         | ハード        | アレクサンダー・ペヤ       | マルセロ・メロ ユリアン・ノール                       | 6–4, 3–6, [5–10]        |
| 準優勝 | 17. | 2014年3月16日  | インディアンウェルズ | ハード        | アレクサンダー・ペヤ       | ボブ・ブライアン マイク・ブライアン                   | 4–6, 3–6                |
| 優勝   | 17. | 2014年6月16日  | ロンドン             | 芝            | アレクサンダー・ペヤ       | ジェイミー・マレー ジョン・ピアーズ                   | 6–4, 5–7 [3–10]         |
| 準優勝 | 18. | 2014年6月21日  | イーストボーン       | 芝            | アレクサンダー・ペヤ       | トレト・ユーイ ドミニク・イングロット                 | 5–7, 7–5, [8–10]        |
| 準優勝 | 19. | 2014年7月20日  | ハンブルク           | クレー        | アレクサンダー・ペヤ       | マリン・ドラガニャ フロリン・メルジャ                 | 4–6, 5–7                |
| 優勝   | 18. | 2014年8月10日  | トロント             | ハード        | アレクサンダー・ペヤ       | イワン・ドディグ マルセロ・メロ                       | 6–4, 6–3                |
| 優勝   | 19. | 2015年5月3日   | ミュンヘン           | クレー        | アレクサンダー・ペヤ       | アレクサンダー・ズベレフ ミーシャ・ズベレフ           | 4–6, 6–1, [10–5]        |
| 準優勝 | 20. | 2015年6月14日  | シュトゥットガルト   | クレー        | アレクサンダー・ペヤ       | ロハン・ボパンナ フロリン・メルジャ                   | 5–7, 6–2, [10–7]        |
| 優勝   | 20. | 2015年11月1日  | バーゼル             | ハード (室内) | アレクサンダー・ペヤ       | ジェイミー・マレー ジョン・ピアーズ                   | 7–5, 7–5                |
| 優勝   | 21. | 2016年1月16日  | シドニー             | ハード        | ジェイミー・マレー         | ロハン・ボパンナ フロリン・メルゲア                   | 6–3, 7–6(8–6)           |
| 優勝   | 22. | 2016年1月30日  | 全豪オープン         | ハード        | ジェイミー・マレー         | ダニエル・ネスター ラデク・ステパネク                 | 2-6, 6-4, 7-5           |
| 準優勝 | 21. | 2016年4月17日  | モンテカルロ         | クレー        | ジェイミー・マレー         | ピエール＝ユーグ・エルベール ニコラ・マユ             | 6–4, 0–6, [6–10]        |